# کرومل (آلیاژ)
کرومل آلیاژی است که تقریباً از ۹۰ درصد نیکل و ۱۰ درصد از وزن کروم ساخته شده است که برای ساخت رسانای مثبت ترموکوپل‌های ANSI نوع E (کرومل کنستانتان) و K (کروم آلومل) استفاده می‌شود.
کرومل A آلیاژی است حاوی تقریباً ۸۰٪ نیکل و ۲۰٪ کروم (از نظر وزن) با مقادیر پایین Si (۱٪)، آهن (۰٫۵٪) و نیکل. به دلیل مقاومت عالی در برابر خوردگی و اکسیداسیون در دمای بالا استفاده می‌شود. همچنین معمولاً نیکروم ۸۰–۲۰ نامیده می‌شود و برای عناصر گرمایش الکتریکی استفاده می‌شود.
کرومل C آلیاژی است که حاوی ۶۰ درصد نیکل، ۱۶ درصد کروم و ۲۴ درصد آهن است. معمولاً نیکروم ۶۰ نیز نامیده می‌شود و برای عناصر گرمایشی، سیم پیچ‌های مقاومتی و برش سیم داغ استفاده می‌شود.
کرومل R دارای ترکیب کروم ۲۰ درصد، نیکل ۸۰ درصد است.